# Arez
Arez (offiziell, daneben gelegentlich auch Arêz oder Arês) ist eine Kleinstadt (Vila) und ehemalige Gemeinde in Portugal.

## Geschichte
Der Ort entstand im Zuge der Besiedlungspolitik zum Ende der portugiesischen Reconquista, als das junge Königreich Portugal weite Teile des Alentejo den Mauren abnahm. König Sancho I. gab das hiesige Gebiet dabei 1199 an den Templerorden. Die Templer siedelten hier vor allem Siedler aus Südfrankreich an, welche die hier entstehenden Ortschaften nach französischen Orten benannten, so auch Arez (von Arles). Der Name der Kreisstadt Nisa (von Nizza, französisch: Nice) ist vermutlich so entstanden, ebenso Namen anderer Gemeinden des Kreises, etwa Montalvão (von Montauban) und Tolosa (nach Toulouse). 
Arez wurde im 13. Jahrhundert ein eigenständiger Kreis, bis zu den Verwaltungsreformen nach dem liberalen Miguelistenkrieg 1834. In der Folge wurde er 1836 aufgelöst und war seither eine Gemeinde des Kreises Nisas.
Mit der Gebietsreform 2013 wurde die Gemeinde Arez aufgelöst und mit Amieira do Tejo zu einer neuen Gemeinde zusammengeführt.

## Kultur und Sehenswürdigkeiten
Zu den Baudenkmälern der Gemeinde zählen verschiedene Sakralbauten. Neben Kapellen, einem Steinkreuz und der Gemeindekirche ist insbesondere die vermutlich 1618 errichtete, einschiffige Igreja da Misericórdia de Arez zu nennen, mit ihrem Renaissance-Portal, den Holzdecken, und dem manieristischen Altarretabel des Hauptaltars.

## Verwaltung
Arez war Sitz einer gleichnamigen Gemeinde (Freguesia) im Kreis (Concelho) von Nisa im Distrikt Portalegre. In ihr lebten 256 Einwohner auf einer Fläche von 56 km² (Stand 30. Juni 2011).
Folgende Ortschaften liegen im ehemaligen Gemeindegebiet:
- Arez
- Herdade de Maxial
- Horta do Póvoas
- Quinta do Figueiró

Im Zuge der Gebietsreform vom 29. September 2013 wurde die Gemeinde Arez  aufgelöst und mit Amieira do Tejo zur neuen Gemeinde União das Freguesias de Arez e Amieira do Tejo zusammengeschlossen.